# Tibor Déry
Tibor Déry (n. 18 octombrie 1894, Budapesta, Austro-Ungaria – d. 18 august 1977, Budapesta, Ungaria) a fost un scriitor maghiar. 

## Opera
- 1945: Față în față ("Szemtől-szembe");
- 1947: Fraza neterminată ("A befejezetlen mondat");
- 1950 - 1952: Răspunsul ("Felelet");
- 1964: Domnul G.A. în X ("G. A. úr X-ben").